# Мунтень (Нямц)
Мунтень, Мунтені (рум. Munteni) — село у повіті Нямц в Румунії. Входить до складу комуни Велень.
Село розташоване на відстані 292 км на північ від Бухареста, 31 км на схід від П'ятра-Нямца, 64 км на захід від Ясс.

## Населення
За даними перепису населення 2002 року у селі проживали 398 осіб. Усі жителі села рідною мовою назвали румунську.
Національний склад населення села:
| Національність | Кількість осіб | Відсоток |
| -------------- | -------------- | -------- |
| цигани         | 247            | 62,1%    |
| румуни         | 151            | 37,9%    |